# Гута (гміна Філіпув)
Гута (пол. Huta) — село в Польщі, у гміні Філіпув Сувальського повіту Підляського воєводства.
Населення — 44 особи (2011).
У 1975-1998 роках село належало до Сувальського воєводства.

## Демографія
Демографічна структура станом на 31 березня 2011 року:
|          | Загалом | Допрацездатний вік | Працездатний вік | Постпрацездатний вік |
| -------- | ------- | ------------------ | ---------------- | -------------------- |
| Чоловіки | 20      | 2                  | 16               | 2                    |
| Жінки    | 24      | 6                  | 11               | 7                    |
| Разом    | 44      | 8                  | 27               | 9                    |